# Флаг Черноерковского сельского поселения
Флаг муниципального образования Черноерковское сельское поселение Славянского района Краснодарского края Российской Федерации — опознавательно-правовой знак, служащий официальным символом муниципального образования.
Флаг утверждён 11 июля 2011 года решением Совета Черноерковского сельского поселения № 4 внесён в Государственный геральдический регистр Российской Федерации с присвоением регистрационного номера 7054.

## Описание
«Прямоугольное синее полотнище с отношением ширины к длине 2:3, несущее изображение фигур герба Черноерковского сельского поселения Славянского района в белом цвете».
Геральдическое описание герба гласит: «В лазоревом поле водяная лилия, сопровождаемая вверху — летящей уткой с воздетыми крыльями, внизу — рыбой (сазаном), по сторонам — выгнутыми к ней тонкими столбами, каждый из которых в свою очередь сопровождается ближе к краю выгнутой сообразно столбу метёлкой риса; все фигуры серебряные».

## Обоснование символики
Флаг разработан на основе герба, который языком символов и аллегорий отражает исторические, культурные и экономические особенности сельского поселения.
Синий цвет полотнища аллегорически указывает на Азовское море, многочисленные лиманы, ерики и реки, меж которых находятся населённые пункты поселения.
Синий цвет символизирует чистое небо, честь, искренность, добродетель, возвышенные устремления.
Славу и известность поселения составляют богатые рыбой и дичью многочисленные водоёмы, что и отражено на флаге изображением утки и рыбы.
Изображение метёлок риса указывает на основу экономического развития поселения — выращивания риса.
Изображение цветка водяной лилии указывает на наличие данного растения в водоёмах поселения, а также символизирует красоту, чистоту водоёмов и уникальность окружающей природы.
Белый цвет символизирует мир, чистоту, порядочность.